# Heinrich von Puttkamer (General, 1846)

Heinrich von Puttkamer

Freiherr Heinrich Georg Ludwig von Puttkamer (* 2. Februar 1846 in Berlin; † 25. August 1914 in Berlin-Friedenau) war ein preußischer Generalmajor aus dem Adelsgeschlecht Puttkamer.

## Leben
Puttkamer trat in die Preußische Armee ein und nahm 1864 am Deutsch-Dänischen Krieg und 1866 am Deutschen Krieg gegen Bayern und Österreich teil. Im weiteren Verlauf seiner Militärkarriere war er vom 25. März 1893 bis 19. Mai 1896 Kommandeur des in Mainz stationierten Infanterie-Regiments „Prinz Carl“ Nr. 118.
Nach seiner Verabschiedung aus dem Militärdienst arbeitete Puttkamer für den Johanniterorden und zu Beginn des Ersten Weltkrieges für das Deutsche Rote Kreuz.
Am 2. August 1900 heiratete er die 35 Jahre jüngere, 19-jährige Schriftstellerin Gertrud Günther, die unter dem Pseudonym Marie Madeleine durch offen erotische Lyrik und Prosa zu Beginn des 20. Jahrhunderts weithin bekannt wurde (Auf Kypros, 1900). Der Journalist und Abwehragent Jesco von Puttkamer ist beider Sohn.
In den Jahren nach seinem Ausscheiden aus dem militärischen Dienst erregte er einigen Anstoß durch die Veröffentlichung politischer Satiren und kritischer Analysen des preußischen Militärwesens. Die Reaktion seiner Familie auf diese Schriften und die „obszönen“ Gedichte seiner Frau veranlassten ihn zum demonstrativen Bruch mit dem Familienverbund der Puttkamers.
Er starb am 25. August 1914 an einer Lungenentzündung.

## Werke
- Patriotische Nörgeleien. Verlag Grethlein & Co., Leipzig/Berlin/Paris 1907.